# Aphrosaurus

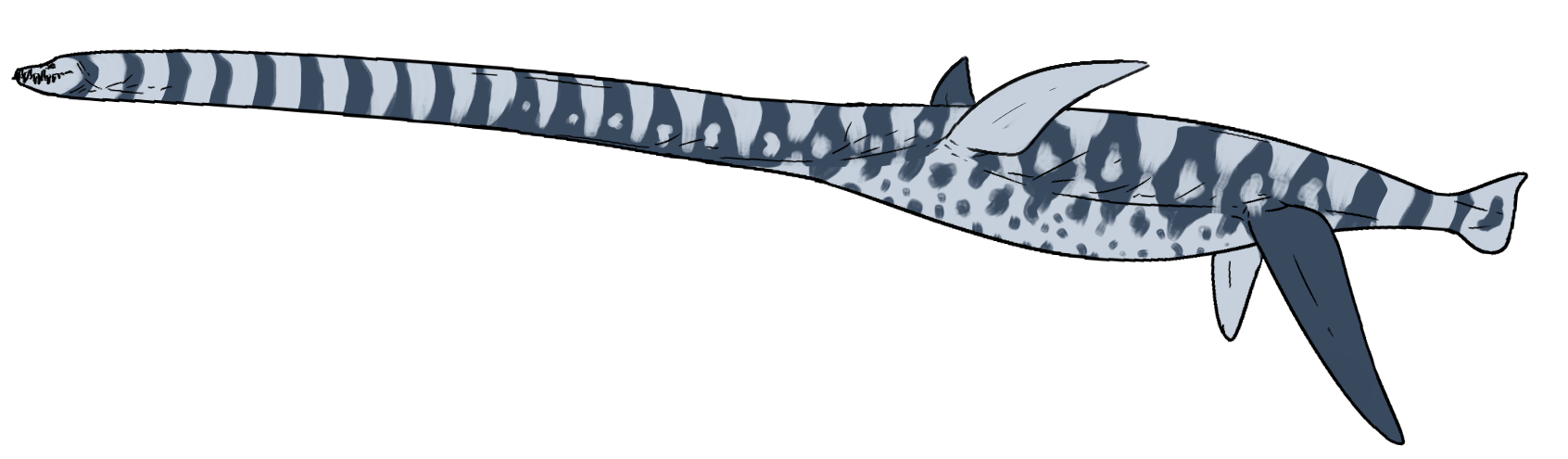
Aphrosaurus furlongi

Aphrosaurus is een geslacht van de Plesiosauria dat tijdens het late Krijt leefde in het gebied van het huidige Noord-Amerika. De enige benoemde soort is Aphrosaurus furlongi.

## Vondst en naamgeving
Eind jaren dertig groef de Universiteit van Californië - Berkeley in de Panoche Hills van Fresno County minstens drie skeletten op van juveniele plesiosauriërs. Een daarvan werd benoemd als Fresnosaurus, maar een ander, gevonden onder het niveau van het typespecimen van Morenosaurus, werd geacht een apart taxon te vertegenwoordigen.
In 1943 benoemde en beschreef Samuel Paul Welles de typesoort Aphrosaurus furlongi. De geslachtsnaam is afgeleid van het Grieks aphros, "zeeschuim". De soortaanduiding eert de preparateur Eustace Leopold Furlong.
Het holotype, LACM 2748, is gevonden in een laag van de Morenoformatie die dateert uit het Maastrichtien. Het bestaat uit een skelet zonder schedel. Bewaard zijn gebleven: achterste halswervels, borstwervels, wat ruggenwervels, een staartwervel, ribben, staartribben, een sleutelbeen, een interclavicula, beide schouderbladen, beide ravenbeksbeenderen, een darmbeen, een schaambeen, een zitbeen, alle vier de vinnen en gastrolieten
Een tweede specimen,  LACM 2832, werd door Welles aan de soort toegewezen, maar in 2019 door José O'Gorman in een revisie van het geslacht toegewezen aan Hydrotherosaurus. O'Gorman meende ook dat het holotype geen juveniel was maar een volwassen dier, wat ook beter overeen kwam met de absolute grootte.

## Beschrijving
Welles schatte de lengte op tien meter.
O'Gorman stelde één autapomorfie vast, unieke afgeleide eigenschap. De achterste halswervels hebben een diepe trog in de onderzijde van het wervellichaam.
Daarnaast was er een unieke combinatie van op zich niet unieke kenmerken. De halswervels missen de typische aristonectine verhoudingen en zijn dus niet veel breder dan lang. De halswervels hebben kielen aan de zijkanten. Het complex van de sleutelbeenderen en interclavicula heeft een holle voorrand en mist een achterste middentak of kiel aan de onderzijde, verschillend van het relatief langere en bijna driehoekige element met achterste tak van Futabasaurus suzukii en de stituatie met een bolle voorrand bij Thalassomedon haningtoni, Callawayasaurus colombiensis, Albertonectes vanderveldei en Cardiocorax mukulu. Schoudergordel en bekken missen beenbalken. Het opperarmbeen heeft een voorste uitholling die alleen gedeeld wordt met Kawanectes lafquenianum en Vegasaurus molyi, maar mist de extra facetten op de achterste verbreding van deze vormen. Het dijbeen heeft een richelvormige spieraanhechting op de achterzijde van de schacht. De achterpoot heeft een extra botelement op de achterrand net als de Aristonectinae.

## Fylogenie
Aphrosaurus werd door Welles in de Elasmosauridae geplaatst. O'Gorman vond hem meer bepaaldelijk in de Weddellonectia, als zustertaxon van een clade bestaande uit Kawanectes en Vegasaurus, maar buiten de Aristonectinae.